# Partido da Felicidade
O Partido da Felicidade (em turco: Saadet Partisi, SAADET) é um partido político islâmico turco. Foi fundada em 2001 e apoiada principalmente por muçulmanos conservadores na Turquia.
Foi fundado em 20 de julho de 2001 depois que o Partido da Virtude (FP) foi banido pelo Tribunal Constitucional. Enquanto a ala reformista do partido formou o Partido da Justiça e Desenvolvimento (AKP), os linhas-dura fundaram o Partido da Felicidade. Embora seja um partido islâmico, sua plataforma política abrange todo o espectro de questões políticas na Turquia.
O voto do Partido da Felicidade foi enfraquecido pelo sucesso do governo moderadamente islâmico do Partido da Justiça e Desenvolvimento. Condenou repetidamente o desejo do governo turco de aderir à União Europeia e o relacionamento com Israel e os Estados Unidos. Ele argumentou que a Turquia deve adaptar sua postura militar e de política externa para enfrentar o que considera ameaças crescentes vindas do Ocidente a todos os países muçulmanos. A plataforma do Partido é fortemente baseada nas ideias e na filosofia de Necmettin Erbakan.

## História
O Partido Felicity não teve muito sucesso eleitoral, obtendo apenas 2,5% dos votos nas eleições gerais de 2002, não conseguindo assim ultrapassar o limite de 10% necessário para obter representação na Grande Assembleia Nacional Turca. Teve um pouco mais de sucesso nas eleições locais de 29 de março de 2004, conquistando 4,1% dos votos. Na eleição de 2011, eles foram reduzidos para 1,24% dos votos. Durante o período, Recai Kutan (20 de julho de 2001 – 11 de maio de 2003 e novamente 30 de janeiro de 2004 – 29 de março de 2008), Necmettin Erbakan (11 de maio de 2003 – 30 de janeiro de 2004 e novamente de 17 de outubro de 2010  até sua morte em 27 de fevereiro de 2011) e Numan Kurtulmuş (26 de outubro de 2008 – 1 de outubro de 2010) foram líderes. Nas eleições de junho de 2015, obteve 2,06% dos votos.

### Aliança Nacional
Em preparação para as eleições gerais de junho de 2015, o Partido Felicity declarou que estava aberto a negociar uma aliança eleitoral com outros partidos, como o Partido da Grande União (BBP) e o maior Partido de Ação Nacionalista (MHP). Embora o MHP tenha posteriormente anunciado que não estava disposto a formar uma aliança eleitoral, o Partido Felicity (SP) e o BBP concordaram com uma nova aliança a fim de aumentar suas chances de ultrapassar o limite eleitoral de 10% para obter representação no Parlamento. A nova aliança foi batizada de Aliança Nacional (Millî İttifak).
As listas de candidatos foram elaboradas de forma a que os candidatos do BBP fossem colocados em primeiro lugar nos distritos eleitorais em que obtiveram mais votos do que o SP em 2011, enquanto os candidatos do SP foram colocados em primeiro lugar nas províncias em que o SP tinha vencido o BBP em 2011. Isto significou que um candidato do SP foi colocado em primeiro lugar em 55 províncias, enquanto um candidato do BBP foi colocado em primeiro lugar em 30. As restantes posições alternaram subsequentemente entre candidatos do SP e do BBP.

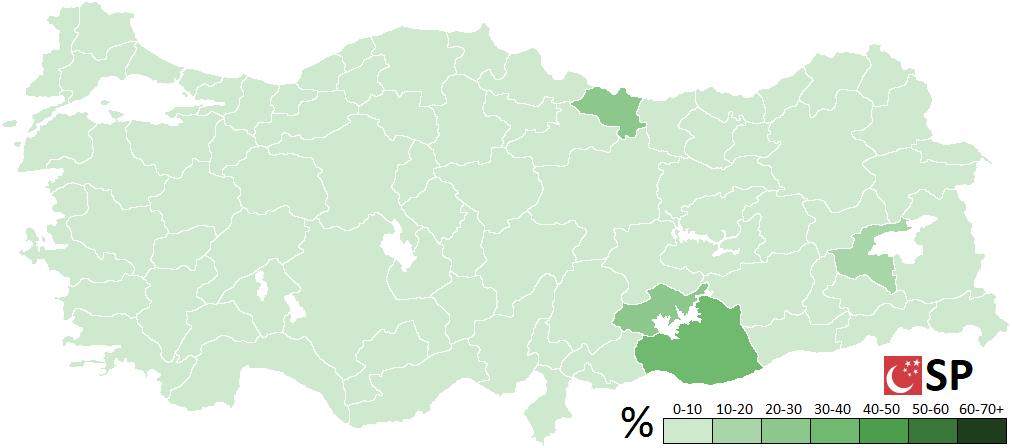
Distribuição de votos do Partido da Felicidade nas eleições locais de 2019

O partido participou da Aliança Nacional nas eleições gerais de 2018 com o Partido Republicano do Povo (CHP), o Partido do Bem (İYİ) e o Partido Democrata (DP).
Em 2022, o partido atuou na criação da Mesa dos Seis. Recebeu 10 deputados da lista do CHP nas eleições parlamentares de 2023 e apoiou a candidatura de Kemal Kılıçdaroğlu nas eleições presidenciais de 2023.

## Posições políticas
O Partido da Felicidade funciona tanto como um partido político quanto como uma enorme organização social.
No passado, o partido organizou manifestações sobre uma ampla gama de questões. Milhares de manifestantes aderiram-se aos protestos organizadas pelo SP contra o ataque de 2004 a Fallujah, as charges de Maomé em jornais ao redor do mundo e a invasão de Gaza por Israel durante o conflito Israel-Gaza de 2008-2009. O SP criticou a administração Trump pelos ataques contra as forças iranianas e condenou tanto o assassinato de Jamal Khashoggi quanto o assassinato de Qasem Soleimani.

## Resultados das eleições

### Eleições parlamentares
| Ano              | Líder               | Votos                     | %                         | Assentos | +/- | Posição |
| ---------------- | ------------------- | ------------------------- | ------------------------- | -------- | --- | ------- |
| 2002             | Recai Kutan         | 785.489                   | 2,49 (#8)                 | 0 / 550  | Extra-parliamentary                                                                                                   |         |
| 2007             | Recai Kutan         | 820.289                   | 2.34 (#6)                 | 0 / 550  | style="background:#FFC7C7;vertical-align:middle;text-align:center;{{{estilo}}}" class="table-no"\|Extra-parliamentary |         |
| 2011             | Mustafa Kamalak     | 543.454                   | 1,27 (#4)                 | 0 / 550  | style="background:#FFC7C7;vertical-align:middle;text-align:center;{{{estilo}}}" class="table-no"\|Extra-parliamentary |         |
| Junho de 2015    | Mustafa Kamalak     | 949.178                   | 2.06 (#5)                 | 0 / 550  | style="background:#FFC7C7;vertical-align:middle;text-align:center;{{{estilo}}}" class="table-no"\|Extra-parliamentary |         |
| Novembro de 2015 | Mustafa Kamalak     | 325.978                   | 0,68 (#5)                 | 0 / 550  | style="background:#FFC7C7;vertical-align:middle;text-align:center;{{{estilo}}}" class="table-no"\|Extra-parliamentary |         |
| 2018             | Temel Karamollaoğlu | 672.139                   | 1,34 (#6)                 | 2 / 600  | style="background: #ffdddd; text-align: center;" class="table-no2" \|Opposition                                       |         |
| 2023             | Temel Karamollaoğlu | Concorreu na lista do CHP | Concorreu na lista do CHP | 10 / 600 | style="background: #ffdddd; text-align: center;" class="table-no2" \|Opposition                                       |         |